# Stade du Hazé
Stade du Hazé – wielofunkcyjny stadion w Flers, we Francji. Obiekt może pomieścić 3501 widzów, z czego 1501 miejsc jest siedzących (701 pod dachem), a pozostałe 2000 to miejsca stojące. Na obiekcie swoje spotkania rozgrywa drużyna FC Flers. Stadion był jedną z aren piłkarskich Mistrzostw Europy U-19 2010. Zostały na nim rozegrane trzy spotkania grupowe turnieju.